# Съёмка (кинематограф)

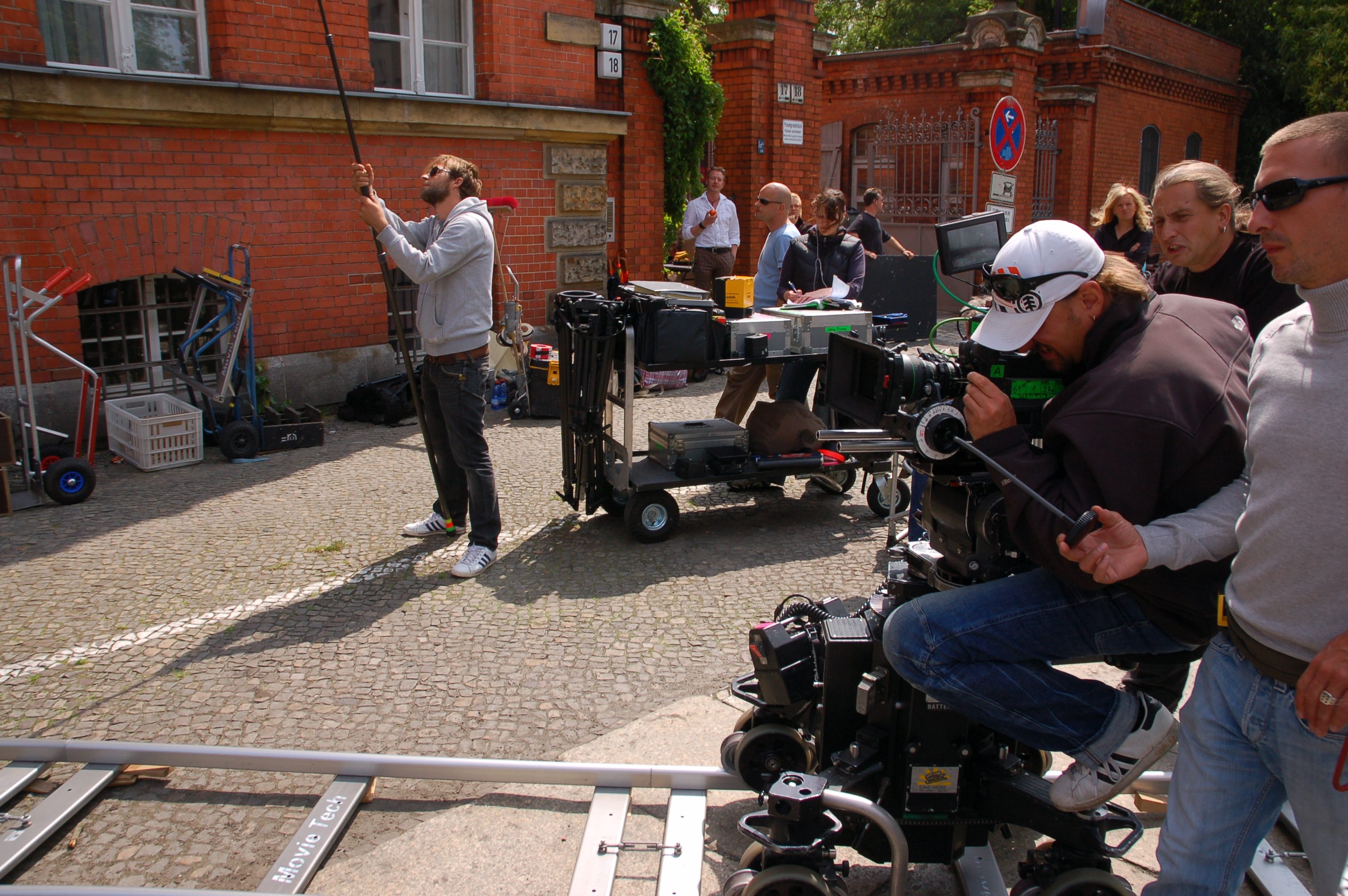
Съёмка эпизода художественного фильма на натуре

Съёмка — процесс создания кинематографического изображения на киноплёнке или цифровом носителе. Киносъёмка является важнейшим этапом кинопроизводства, который может длиться несколько месяцев и быть самым дорогостоящим. Поэтому он требует максимально тщательного планирования, а также продуманного подхода. Правильная организация съёмок и тщательная проработка их плана позволяют сократить съёмочный период до минимума. При планировании съёмок важным моментом является обеспечение их бесперебойности и исключение простоев группы.
Как правило, это связующее звено подготовительного периода и самого монтажа фильма.

## Технология съёмки
Съёмка кинематографического изображения производится при помощи киносъёмочного аппарата или цифровой кинокамеры. В зависимости от сложности фильма и его жанра, съёмка может проводиться одним человеком — кинооператором или целой группой из нескольких человек. Наиболее сложной разновидностью киносъёмки является съёмка художественного фильма.
Киносъёмки, происходящие в художественном и документальном кинематографе, могут различаться по многим признакам:
- по месту проведения — павильонные (в декорациях, построенных в съёмочном павильоне киностудии)[2], и натурные, которые происходят вне студийного павильона[где?][3]. Ещё одна разновидность съёмки, в последнее время почти полностью заменившая павильонные, — съёмка в естественных интерьерах[1];
- по характеру звукозаписи — синхронные, с последующим озвучением, под фонограмму и немая;
- по способу крепления камеры — с рук, со штатива, с крана или другого специального устройства;
- по виду съёмки — обычная, специальная или комбинированная;
- по характеру — игровая, хроникально-документальная, репортажная или мультипликационная;
- по виду освещения — с искусственным, естественным или смешанным освещением;
- по условиям — наземная, воздушная или подводная;
- по движению камеры — неподвижная, с панорамированием или движущейся камерой;
- по способу управления камерой — местное, дистанционное или по предварительно созданной программе;
- по организации съёмки — одной камерой, многокамерная или несколькими камерами, не связанными друг с другом.

## Технология съёмки в художественном кино
За съёмку изображения игровых художественных фильмов отвечает операторская группа во главе с оператором-постановщиком. К группе прикрепляется бригада осветителей (англ. Key Grip), являющихся сотрудниками осветительного цеха киностудии. По мере готовности к съёмке операторской группы и других служб съёмочной группы, приступают к съёмке эпизодов кинокартины.
Режиссёр отдаёт команды членам съёмочной группы, управляя всем процессом. Команда «Тишина!» означает начало записи синхронной фонограммы, когда разговоры и посторонние шумы, не имеющие отношения к содержанию кадра, должны быть прекращены.
В съёмочном павильоне в этот момент включаются световые табло «Тихо! Съёмка!», иногда дублируемые звуковым сигналом. Последующая команда «Внимание! Приготовились!» служит предупреждением для актёров и технического персонала. Далее даётся команда «Мотор!», которая служит сигналом к запуску приводов киносъёмочного и звукозаписывающего оборудования. После этой команды даётся интервал времени, необходимый для разгона механизмов и начала их синхронной работы, отмечаемого звуковыми сигналами. После этого помощник режиссёра вносит перед объективом камеры нумератор-хлопушку, на которой обозначены название фильма, компания-производитель (киностудия), имя режиссёра и оператора, вид съёмки (синхронная или немая), номер кадра и номер дубля. В случае записи синхронной фонограммы эти же данные произносятся помощником режиссёра вслух для последующей идентификации каждого дубля и кадра на изображении и фонограмме. После срабатывания хлопушки, она выносится из кадра и звучит команда «Начали!» которая обозначает начало работы актёров, массовки и собственно начало монтажного кадра. 
По окончании съёмки или в случае, когда режиссёр решил прекратить её раньше окончания сцены, звучит команда «Стоп!», после которой останавливаются механизмы аппаратуры и актёры прекращают игру. Съёмка каждого кадра повторяется до тех пор, пока режиссёр не примет решения, что качество изображения и действие в кадре соответствуют замыслу. Иногда дополнительные дубли снимаются по техническим соображениям кинооператора или звукорежиссёра. В процессе монтажа выбираются наиболее удачные дубли каждой сцены. В некоторых случаях сцену повторяют специально для качественной записи многоканальной фонограммы микрофонами, которые могли бы помешать в кадре. По окончании съёмки одного кадра переходят к съёмке следующего или переезжают на следующую съёмочную площадку. По окончании съёмочной смены кассеты с отснятой плёнкой сдаются в цех обработки плёнки или отправляются на киностудию, если съёмка проходит в условиях экспедиции.
В современном кинопроизводстве получило широкое распространение использование видеоконтроля.
Большинство профессиональных киносъёмочных аппаратов оснащены телевизирами, позволяющими получать телевизионный видеосигнал, полностью соответствующий снимаемому кадру и пригодный для записи и наблюдения всеми членами съёмочной группы. В результате снимаемый кадр видит не только оператор, но и режиссёр и все, участвующие в создании видеоряда. Изображение с телевизира записывается на видеомагнитофон и сразу же после съёмки дубля может быть просмотрено актёрами, участвующими в сцене, чтобы внести необходимые коррективы при съёмке следующего дубля. Кроме того, записанное изображение может быть использовано для чернового монтажа, в качестве основы для монтажа негатива.
В некоторых случаях черновой монтаж на видео используется при создании новых монтажных версий фильма. Так, при создании режиссёрской версии фильма «Апокалипсис сегодня» Фрэнка Копполы использовались кассеты «U-matic», записанные с телевизира во время съёмок.
Съёмка сцен фильма не обязательно происходит в том порядке, в котором действие будет происходить на экране. При правильной организации съёмочного процесса съёмка кадров, действие которых происходит в одном месте в одинаковых условиях, производится подряд, чтобы сократить трудозатраты на перемещение оборудования. Например, в сценах с несложными диалогами, реплики одного из двух актёров, участвующих в диалоге, могут быть сняты подряд, а реплики другого — после перестановки камеры и освещения также подряд. Реплики разных актёров могут сниматься даже в разное время с интервалом в несколько дней, если их одновременное присутствие на съёмках невозможно из-за занятости на других работах. При монтаже реплики разрезаются и монтируются в нужном порядке. Однако, при съёмке сложных мизансцен с актёрскими диалогами, применяется многокамерная съёмка, когда работают одновременно несколько киносъёмочных аппаратов, снимающих одну сцену с разных точек и с разной крупностью плана.
При монтаже изображение с разных камер чередуется, в соответствии со снятым моментом.
Также, время съёмки разных сцен распределяется в зависимости от перемещения съёмочной группы. Сцены, снимаемые на одной натуре, но находящиеся в разных частях фильма, чаще всего снимаются подряд с последующим распределением при монтаже. Часто встречается практика, когда монтируемые подряд сцены, снимаемые на натуре и в интерьере, объединённые по сюжету временем и местом, снимаются в разное время в совершенно разных местах. Это позволяет повысить выразительность фильма, поскольку иногда трудно подобрать натуру, одинаково приемлемую и в интерьере и снаружи.